# Ryszard Szpakowski
Ryszard Szpakowski (ur. 16 maja 1951 w Słupsku) – polski piłkarz grający na pozycji napastnika.

## Kariera piłkarska
Karierę rozpoczął w żakowskim klubie Cieśliki Słupsk, który w tym okresie słynął z dobrego szkolenia młodzieży. Zauważony przez trenerów Gryfa Słupsk swoją karierę kontynuował w jego barwach. Kolejne kluby były związane pionem gwardyjskim, kolejno były to Gwardia Warszawa i Olimpia Poznań.
W roku 1971 trafił do drugoligowego wówczas Lecha Poznań, z którym w roku 1972 awansował do pierwszej ligi. Jego dobra postawa została również doceniona przez selekcjonera reprezentacji Polski i 31 października 1974 roku zagrał w meczu Polska-Kanada.
Karierę zakończył na skutek licznych kontuzji w 1985 roku. 